# Danielle Macdonald
Danielle Louise Macdonald (Sydney, 1991. május 19. –) ausztrál színésznő.
Patricia "Patti" Dombrowski szerepéről ismert a Patti Cake$ (2017) filmdrámában. A Dumplin’ – Így kerek az élet (2018) című filmben Willowdean Dicksont alakította. 

## Fiatalkora
1991-ben született Sydneyben. Az Ausztrál Előadóművészeti Intézetbe járt az új-dél-walesi Naremburnben.
8. osztályos korában előadóművészeti órákra járt, 10. osztályosként pedig improvizációs és filmes órákra tért át. 17 éves korában Los Angelesben vett néhány színészi órát, és arra ösztönözték, hogy költözzön az Egyesült Államokba, hogy tovább folytassa a szakmát. Miután eldöntötte, hogy a színészet lesz az élete, 18 évesen Hollywoodba költözött.

## Magánélete
Anyai ágon olasz származású.
Macdonaldot személyesen érintették az Ausztráliában 2019-20-ban pusztító nyári tűzvészek, amikor unokatestvére háza leégett.
Los Angelesben él lakótársaival és megmentett háziállatokkal. Macdonald számára fontos az állatok jóléte. Öt évig élt peszkatáriánusként, majd 2020 elején döntött úgy, hogy áttér a vegánságra.

## Filmográfia

### Film
| Év   | Magyar cím                   | Eredeti cím                | Szerep                      | Magyar hang     | Rendező          |
| ---- | ---------------------------- | -------------------------- | --------------------------- | --------------- | ---------------- |
| 2010 |                              | The Thief (rövidfilm)      | Cashier                     |                 | Rachel Weisz     |
| 2013 | A Kelet                      | The East                   | Tess                        | Csuha Borbála   | Zal Batmanglij   |
| 2013 | Bízz bennem!                 | Trust Me                   | Delia                       | Kiss Erika      | Clark Gregg      |
| 2014 |                              | Every Secret Thing         | Alice Manning               |                 | Amy J. Berg      |
| 2015 |                              | Tortoise (rövidfilm)       | Terry                       |                 | Jean Lee         |
| 2017 | Patti Cake$                  | Patti Cake$                | Patricia "Patti" Dombrowski | Kókai Tünde     | Geremy Jasper    |
| 2017 | Lady Bird                    | Lady Bird                  | Olivia                      |                 | Greta Gerwig     |
| 2018 |                              | Skin (rövidfilm)           | Christa                     |                 | Guy Nattiv       |
| 2018 |                              | Skin                       | Julie Price                 |                 | Guy Nattiv       |
| 2018 | Madarak a dobozban           | Bird Box                   | Olympia                     |                 | Susanne Bier     |
| 2018 | Dumplin’ – Így kerek az élet | Dumplin'                   | Willowdean Dickson          | Berkes Boglárka | Anne Fletcher    |
| 2019 | Paradise Hills               | Paradise Hills             | Chloe                       | Mayer Szonja    | Alice Waddington |
| 2019 |                              | Extracurricular Activities | Becky Wallace               |                 | Jay Lowi         |
| 2019 |                              | I Am Woman                 | Lillian Roxon               |                 | Unjoo Moon       |
| 2020 | Francia kiút                 | French Exit                | Madeleine                   |                 | Azazel Jacobs    |
| 2020 |                              | Falling for Figaro         | Millie                      |                 | Ben Lewin        |

### Televízió
| Év        | Magyar cím              | Eredeti cím                    | Szerep          | Megjegyzés                               |
| --------- | ----------------------- | ------------------------------ | --------------- | ---------------------------------------- |
| 2011      | Glee – Sztárok leszünk! | Glee                           | lány            | 1 epizód                                 |
| 2013      |                         | Newsreaders                    | Pam Bell        | 1 epizód                                 |
| 2014      | Hazug csajok társasága  | Pretty Little Liars            | Cathy Perez     | 1 epizód                                 |
| 2014      |                         | Toolies                        | Sarah Craig     | 5 epizód                                 |
| 2015      | Az élet csajos oldala   | 2 Broke Girls                  | Ashlin          | 1 epizód                                 |
| 2015      | A semmi közepén         | The Middle                     | Amy RA          | 1 epizód                                 |
| 2016      | Amerikai Horror Story   | American Horror Story: Roanoke | Bristol Windows | 1 epizód                                 |
| 2017      |                         | The Rachels                    | Ashley          | tévéfilm                                 |
| 2017–2019 |                         | Easy                           | Grace           | 2 epizód                                 |
| 2019      | Hihetetlen              | Unbelievable                   | Amber           | - 7 epizód - magyar hangja: - Braun Rita |
| 2022–     | Átutazó                 | The Tourist                    | Helen           | 6 epizód                                 |
| 2023      | Poker Face              | Poker Face                     | Mandy Boyle     | 1 epizód                                 |

## Fordítás
- Ez a szócikk részben vagy egészben  a   Danielle Macdonald című angol Wikipédia-szócikk ezen változatának fordításán alapul.  Az eredeti cikk szerkesztőit annak laptörténete sorolja fel. Ez a jelzés csupán a megfogalmazás eredetét és a szerzői jogokat jelzi, nem szolgál a cikkben szereplő információk forrásmegjelöléseként.